# Giro di Toscana 1949
Il Giro di Toscana 1949, ventitreesima edizione della corsa, si svolse il 4 settembre 1949 su un percorso di 220,8 km. La vittoria fu appannaggio dell'italiano Fiorenzo Magni, che completò il percorso in 6h49'05", precedendo i connazionali Danilo Barozzi e Leo Castellucci.
I corridori che presero il via da Firenze furono 61, mentre coloro che tagliarono il medesimo traguardo furono 27.

## Ordine d'arrivo (Top 10)
| Pos. | Corridore         | Squadra          | Tempo    |
| ---- | ----------------- | ---------------- | -------- |
| 1    | Fiorenzo Magni    | Wilier Triestina | 6h49'05" |
| 2    | Danilo Barozzi    | Cimatti          | a 7"     |
| 3    | Leo Castellucci   | Arbos            | a 2'28"  |
| 4    | Andrea Carrea     | Bianchi-Ursus    | s.t.     |
| 5    | Valerio Bonini    | Benotto          | a 6'35"  |
| 6    | Renzo Soldani     | Legnano          | a 7'40"  |
| 7    | Dino Rossi        | Cimatti          | a 8'13"  |
| 8    | Serafino Biagioni | Viscontea        | a 9'27"  |
| 9    | Armando Barducci  | Fréjus           | s.t.     |
| 10   | Adriano Lugatti   | Bottecchia       | s.t.     |